# 11 дітей з Моршина
«11 дітей з Моршина» — український комедійний фільм 2019 року режисера Аркадія Непиталюка. Українська прем'єра фільму відбулася 3 січня 2019 року.

## Сюжет
Усім відомо, що Моршин був заснований на місці падіння метеорита, який багатий на рідкісний метал — осмій. Прагнучи заробити легкі гроші, Сніжана вирішує обдурити всіх і заволодіти коштовним об'єктом. Усе б нічого, якби на її шляху не з'явилися 11 дітей з Моршина. Згуртувавшись у єдине ціле заради єдиної мети, вони розпочинають боротьбу проти несправедливості.

## Хід кастингу
Головні герої стрічки — діти, тож перед початком зйомок перед творчою групою постало завдання пошуку молодих талантів. Про кастинг оголосили в мережі та провели його у кілька етапів. Потрібно було знайти 11 юних акторів віком від 6 до 15 років. Продюсувати проект взявся Сергій Лавренюк («Dzidzio Контрабас»).

## У ролях
Акторський склад
| Актор                    | Роль                        |
| ------------------------ | --------------------------- |
| Олена Лавренюк           | Сніжана                     |
| Олександр Піскунов       | Сашко                       |
| Ксенія Жданова           | Ксюша                       |
| Олександр Скічко         | Артур                       |
| Сергій Бабкін            | начальник охорони Юзик      |
| Гарік Корогодський       | бандит Гарік                |
| Ада Роговцева            | директор музею              |
| Володимир Горянський     | професор Швіндель           |
| Людмила Єфименко         | власниця землі              |
| Анатолій Анатоліч        | кореспондент                |
| Людмила Смородіна        | покупчиня квартири          |
| Сніжана Бабкіна          | Віка                        |
| Ольга Фреймут            | камео Ольга Фреймут         |
| Олександр Задніпровський | начальник поїзда Задовбишин |
| Григорій Бакланов        | охоронець                   |
| Віталіна Біблів          | техробітниця ТРЦ            |
| Валерія Дідковська       | Валерія                     |
| Єва Шевченко-Головко     | Єва                         |
| Олександр Рудинський     | Гуцул                       |

## Кошторис
У 2018 році фільм «11 дітей з Моршина» переміг у першому конкурсі стрічок патріотичного спрямування від Міністерства культури України Загальний бюджет фільму — ₴15,3 млн, частка Мінкульту — ₴10,5 млн.

## Відгуки кінокритиків
Фільм отримав негативні відгуки від українських кінокритиків. Зокрема, найбільшим недоліком фільму кінокритик видання «Детектор медіа» Ярослав Підгора-Гвяздовський назвав дуже низький рівень розмовної української мови більшості акторів; як висловився автор «більшість героїв говорять так, ніби а) українська для них нерідна, через що чується фальш, і б) говорять герої так, як не говорять у житті звичайні люди, — чисто, педалюючи звуки, сказати б стерильно». Також негативно критики відгукнулися про російськомовність двох персонажів фільму — Гаріка Корогодського та Альони Лавренюк — яка, як зазначив кінокритик Geek Journal Тайлер Андерсон, викликала у глядача дисонанс на фоні україномовності решти героїв фільму.

## Нагороди та номінації
| Список нагород та номінацій | Список нагород та номінацій | Список нагород та номінацій | Список нагород та номінацій          | Список нагород та номінацій | Список нагород та номінацій |
| Кінофестиваль/Кінопремія    | Рік                         | Категорія                   | Номінант(и)                          | Результат                   | Дж                          |
| --------------------------- | --------------------------- | --------------------------- | ------------------------------------ | --------------------------- | --------------------------- |
| Премія «Золота дзиґа»       | 19.04.2019                  | Найкраща пісня              | «11 дітей з Моршина» (Сергій Бабкін) | Номінація                   | [ 9 ]                       |
| Премія «Золота дзиґа»       | 19.04.2019                  | Премія глядацьких симпатій  | 11 дітей з Моршина                   | Номінація                   | [ 9 ]                       |